# Armação de Pêra
Armação de Pêra és una freguesia del municipi portugués de Silves, a l'Algarve. Té 9,15 km² d'àrea i 6.003 habitants (en el cens del 2021), amb una densitat de població de 656,1 hab/km².
Armação de Pêra és una vila molt apreciada a l'estiu; en l'època balneària arriba a una població diverses voltes superior a la població a l'hivern. És una zona pescadora i turística.
Durant l'època balneària, entre juny i setembre, Armação s'ompli de visitants. A la platja, durant el dia, es pot visitar les coves amb alguns pescadors que es dediquen a aquesta activitat a l'estiu, mentre d'altres es dediquen a la pesca tot l'any.

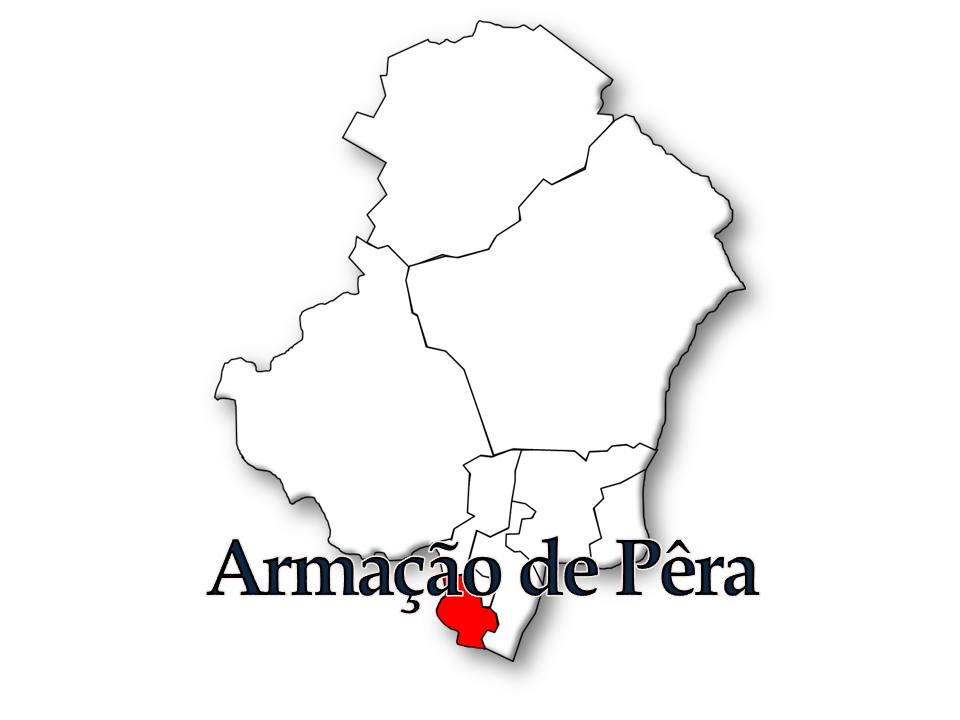
Localització de la freguesia d'Armação de Pêra al municipi de Silves

## Població

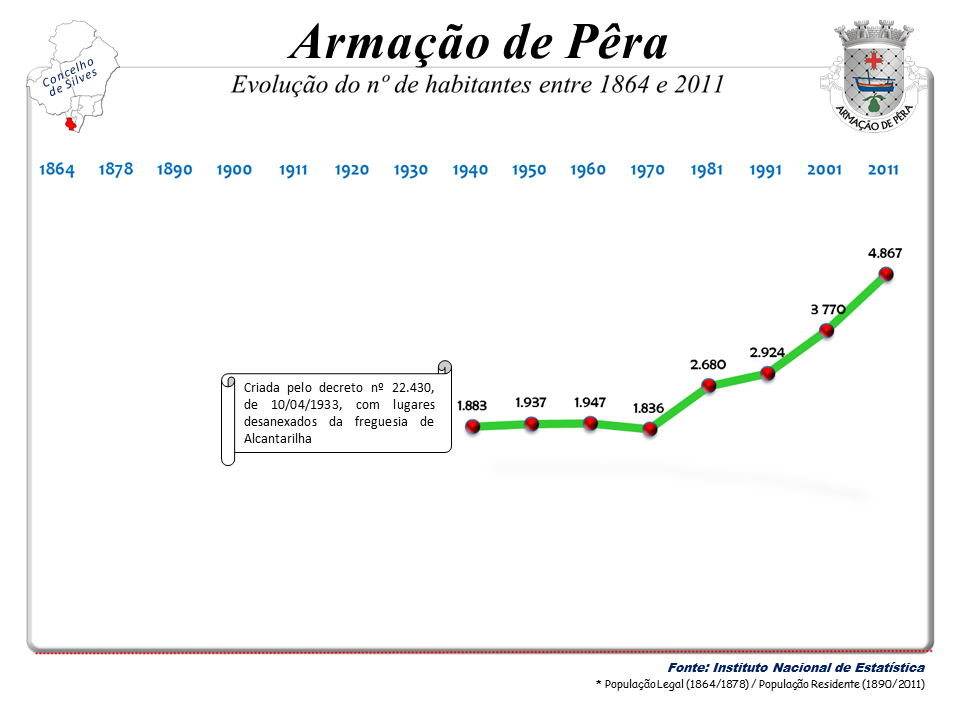
Evolució de la població 1940 / 2011

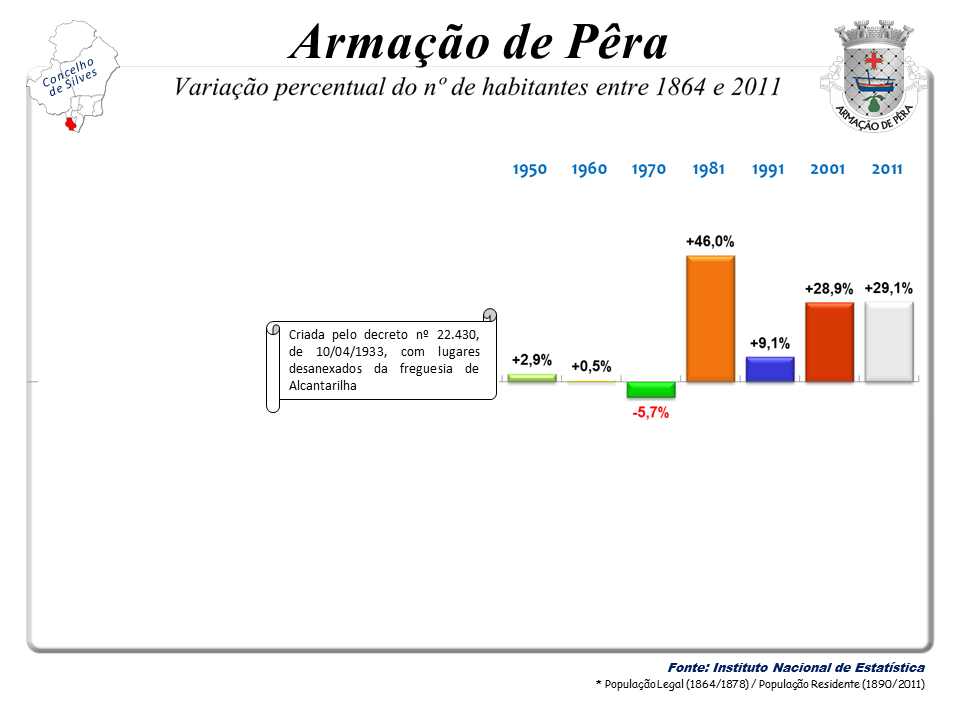
Variació de la població 1940 / 2011

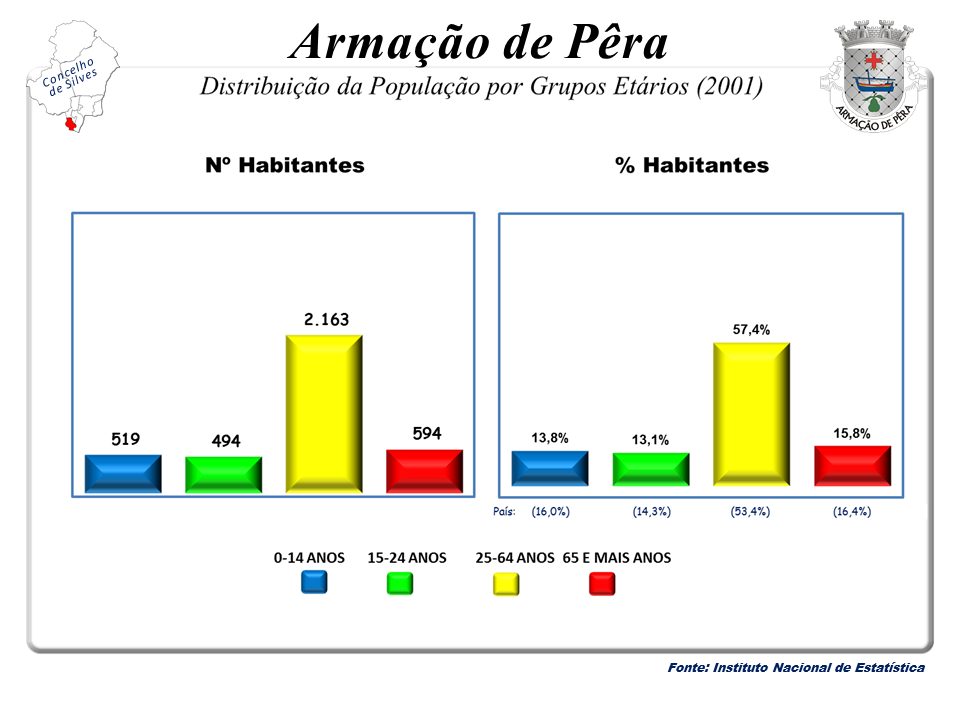
Població al 2001

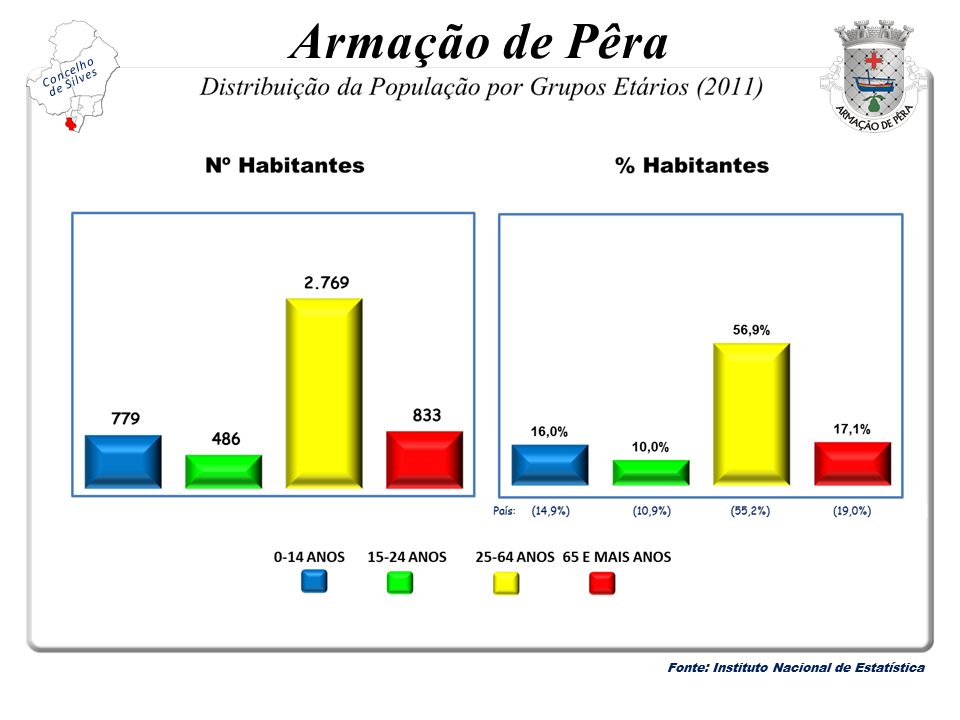
Població al 2011

Creada pel decret núm. 22.430, del 10/04/1933, amb llogarets desagregats de la freguesia d'Alcantarilha.

## Història
Armação de Pêra és un famós indret d'estiueig que alberga a l'estiu milers de persones de tot el país a la recerca de sol, platja i d'aigües tèbies de l'oceà. És també un exemple flagrant del desordre urbanístic que assolà extenses àrees de l'Algarve des de la dècada del 1960.
Tal com altres centres urbans del litoral algarvés, Armação de Pêra es desenvolupà a partir d'una petita comunitat pescadora, que té el primer esment escrit conegut al 1577 en l'obra Corografia del Regne de l'Algarve, de Fr. João de Sâo José, del qual diu: «Pera és un lloc junt a Alcantarilha, no lluny de la mar. [...]. Fa la mar al seu davant una formosa platja a la banda sud, on hi ha un magatzem de tonyina anomenat Armação de Pera.» (S. JOSÉ, imp. 1983, p. 58). La població d'Armação de Pêra s'anà fent de manera progressiva: començà amb l'arrelament al llogaret de la família Trindade (Ritmes del poblament i economia de l'Algarve romà: entre la Mediterrània i l'Atlàntic - Catarina Viegas).
L'existència d'un magatzem de pesca de la tonyina prop de Pêra, a la zona costera hui coneguda com a badia de Pêra, a més d'explicar l'origen del nom d'Armação de Pêra actual, denota que ja al 1577 existiria una petita comunitat de pescadors estacional o permanentment fixada en aquest territori.
Quan per ordre de Felip III de Castella l'enginyer militar italià Alexandre Massai va recórrer la costa de l'Algarve al 1621 en un viatge d'inspecció de les infraestructures defensives, trobà al terme de la vila d'Albufeira « […] dos magatzems de tonyina a més dels abans indicats que es diuen un d'ells pedra de gúale ('biliar'), l'altre pera, i la gent i els vaixells d'aquestes en temps de necessitat s'arreceren en aquesta V.ª i, per tant, dic que són necessaris els mosquets i la dita artilleria; aquests dits magatzems ja foren robats i saquejats per falta de defensa, i amb pèrdua de la faç de sa majestat de [...]» (GUEDES, 1988, p. 115). La comunitat pescadora d'Armação de Pêra, no obstant les amenaces dels corsaris amazics que saquejaven els magatzems de pesca, sembla haver continuat entre 1577 i 1621, o fins es reforçà, doncs Alexandre Massai esmenta més d'un magatzem de pesca a la badia de Pêra el 1621 (Pedra da Galé) que Fr. João de Sâo José el 1577 no esmenta. No es pot saber si la pesca a Armação de Pêra es faria només en l'època de la tonyina (abril a agost), o es romandria al llogaret la resta de l'any, dedicant-se a altres tipus de pesca. Per factors demogràfics i econòmics, es va construir una petita fortalesa al 1667, que amb la guarnició militar reforçà la presència humana a Armação de Pêra.
Arran del sisme de 1755, van morir 84 persones a Armação de Pêra, i només en restà dempeus una casa (LOPES, 1989 [2a ed.], p. 290). L'estudiós Constantino Botelho de Lacerda Lobo, en la memòria sobre l'estat de la pesca a l'Algarve l'any 1790, escriu sobre Pêra de Santo António (terme que designava Armação de Pêra en l'època): «Es compon aquest poble d'un ajuntament de cabanes de pescadors que viuen prop de la mar en una platja d'arena; confina de l'est amb una llacuna formada per aigües vessades dels pujols veïns: al nord amb un llogaret anomenat Pêra de Cima [i Armação de Pêra també es coneix com a Pêra de Baixo] [...].
Hi havia l'any 1790 cent cinquanta pescadors, els quals treballaven al magatzem de la tonyina el temps que durava aquesta pesca, després en la d'altres peixos del mar a les fosses i als llocs pedregosos de la costa. [...].
El 1790 hi havia vuit vaixells, que solament pescaven en aquella costa, en cada un dels quals anaven vuit o deu pescadors, i els altres solien restar en terra per a arrossegar els aparells.
[…] ha augmentat la pesca en aquesta costa; perquè l'any 1790 n'hi havia vuit vaixells, quan abans solament n'hi havia quatre. També havia crescut el nombre dels pescadors.» (LLOP, 1991 [2a ed.], p. 82, 83). Segons aquest acadèmic, Armação de Pêra va recuperar-se ràpidament de la devastació patida pel tsunami del 1755.
João Baptista da Silva Lopes descriu el 1841 Armação de Pêra així: «Hui té un terç de la població de l'altre llogaret [destruït al 1755], compost per pescadors i gent que treballa a la mar; que tenen per a la pesca 5 llanxes i 4 arts: hi domina la de sardines en el temps de pas, […] fa pocs anys, encara era formada només per cabanes, hui té bones cases i algunes de riques. […] Els habitants, fora de la temporada de la sardina, agafen amb nanses i ham algun peix que venen fresc; són una mica negligents, i no s'allunyen de la costa; fan alguns treballs del camp, i les dones treballen la palma. A l'estiu concorren ací moltes persones a prendre banys de mar.» (LOPES, 1989 [2a ed.], p. 290, 291) Aquest testimoniatge conté algunes dades interessants. Entre 1790 i 1841 Armação de Pêra passa d'una grup de cabanes a un llogaret de cases de maçoneria, fet que pot indicar un augment de poder econòmic dels habitants i la conseqüent pujada de la qualitat de vida. També en aquests 50 anys, es deixa de pescar tonyina, com es feia el 1577, 1621 i 1790. I al 1841, Armação de Pêra ja es prefigura com una destinació balneània.
El 1885/86 A. A. Baldaque da Silva, en un registre sobre l'estat de la pesca a Portugal, comptabilitza a Armação de Pêra 27 embarcacions i 176 pescadors. L'espècie de major rendiment econòmic era la sardina, capturada principalment amb xàrcies d'arrossegar (xávegas). També anota l'existència d'una fàbrica de conserva de peix i la reactivació del magatzem de la tonyina de Pedra da Galé, el peix del qual entrava a Armação de Pêra. Afegeix Baldaque da Silva que «A més de les persones indicades en el mapa anterior, hi ha un cert nombre, no petit, d'homes i dones i xiquets, que ajuden a l'arrossegament de xàrcies i en molts altres treballs inherents a aquesta indústria.» (SILVA, 1891, p. 152). Això indica que la comunitat pesquera augmentà demogràficament al llarg del vuit-cents, i arribà a tenir un vessant industrial amb la fàbrica de conserva de peix.
Armação de Pêra ens sorgeix dins del municipi de Silves, riquíssim en patrimoni històric i d'una importància extrema per a la contextualització de la vida social en aquesta vila.
Els orígens més antics d'aquesta població daten del període àrab, però la majoria dels historiadors fan referència històrica al seu patrimoni romà. No obstant això, “...la falta de documentació i vestigis històrics no han propiciat una adequada investigació a l'entorn de la història d'Armação de Pêra”, com es pot llegir en el projecte de llei que aprovà l'elevació d'Armação de Pêra a la categoria de vila. Malgrat la inexistència de documents sobre els seus orígens, els historiadors són unànimes en un punt fonamental: la unió d'aquesta població amb la mar. Això la fa diferent de les veïnes Alcantarilha i Pêra, la riquesa de les quals es reduïa a l'agricultura. Convé recordar la data de 1571, en què s'atribueix el Fort de Santo António de Pedra da Galé, conegut ara com la Fortalesa d'Armação de Pêra. Sembla que aquesta fortificació emergí sota les ruïnes d'un centre militar lusoromà, destinat a la defensa de l'estuari de la ribera d'Alcantarilha.
Al voltant del 1720 es construeix, dins la fortalesa, una ermita en invocació al patró del fort. Aquesta capella hui es coneix com a Capella de Nossa Senhora dos Aflitos.
Amb l'aparició del turisme a l'Algarve, Armação de Pêra ha tingut un desenvolupament considerable.
Pêra i Alcantarilha, a causa de la seua proximitat, també van sofrir conseqüències resultants d'aquest creixement turístic.
Amb el turisme de masses, Armação de Pêra fou freqüentada no sols per la classe alta, sinó també per persones de les classes mitjana i mitjana baixa.
Hui la vila d'Armação de Pêra té una població aproximada de 7.000 habitants. No obstant això, en ple mes d'agost, arriba a prop de 80.000 habitants a causa de la gran afluència d'estiuejants. Armação de Pêra continua sent una vila bolcada a la mar. Encara que l'activitat pesquera haja perdut gran importància a causa del paper del turisme, és la principal font d'ingressos, no sols de la vila, sinó també del municipi de Silves.

## Patrimoni
- Fortalesa d'Armação de Pêra
- Capella de Santo António
- Xalet dels Caldas i Vasconcelos
- Església parroquial d'Armação de Pêra